# Heliophanus butemboensis
Heliophanus butemboensis är en spindelart som beskrevs av Wesolowska 1986. Heliophanus butemboensis ingår i släktet Heliophanus och familjen hoppspindlar. Inga underarter finns listade i Catalogue of Life.